# Крест «50-летие завершения Кавказских войн»
Крест «50-летие завершения Кавказских войн» — вручался императором Николаем II ветеранам Кавказской войны и посвящён 50-летию присоединения Восточного Кавказа к РИ.
В середине римская цифра «L» — 50. 25 августа - год 1859 - день окончания длительной войны с горцами Кавказа, под руководством имама Шамиля .

В этот же день ровно пятьдесят лет спустя после тех драматических событий был утвержден и представлен знак «50-летие завершения Кавказских войн». Знак представлял собой Кавказский крест черной эмали, через круглую середину которого проходят скрещенные мечи. С юбилейными датами на горизонтальных концах креста: « 1859 - 1909 ». Справа и слева от верхнего конца креста - золотые вензеля Александра II и Николая II наложенные на клинки мечей. К краю верхнего конца креста прикреплена серебряная императорская корона, в центре креста золотая римская цифра « L » (50 лет). Похожий же бронзовый знак, но без эмали и золота был предназначен низшим чинам армии. Сей памятный знак носили на левой стороне груди.